# ダキンフィールド・ヘンリー・スコット
ダキンフィールド・ヘンリー・スコット（Dukinfield Henry Scott、1854年11月28日 - 1934年1月29日）は、イギリスの植物学者である。特に古植物学（palaeobotanist）の分野で重要な人物である。

## 略歴
ロンドンで生まれた。父親は建築家のジョージ・ギルバート・スコットである。オクスフォード大学で学んだ後、ヴュルツブルク大学の植物生理学者ユリウス・フォン・ザックスのもとで学び博士号を得た。1885年からユニヴァーシティ・カレッジ・ロンドンの植物学の准教授を務めた後、1885年から1892年まで ロイヤル・カレッジ・オブ・サイエンスのトマス・ヘンリー・ハクスリーのもとで准教授となった。1892年に王立植物園付属のジョドレル研究所（Jodrell laboratory）の名誉学芸員（Honorary Keeper）となり1906年までその仕事を続けた。植物化石の研究で古植物学の分野の基礎を築いたウィリアム・クローフォード・ウィリアムソンの指導を受け、1896年から1897年の間、ロイヤル・カレッジ・オブ・サイエンスで古生物学の講座を開き、1900年に影響力のある教科書を出版した。
1894年に[[王立協会[フェロー]]に選ばれ、1906年にロイヤル・メダルを受賞した。1921年にリンネ・メダル、1926年にダーウィン・メダル、1928年にはウォラストン・メダルを受賞した。

## 著作
- Studies in Fossil Botany. 2 Bände, 3. Auflage, London 1920, 1923 (zuerst 1900)